# Архитектура Находки

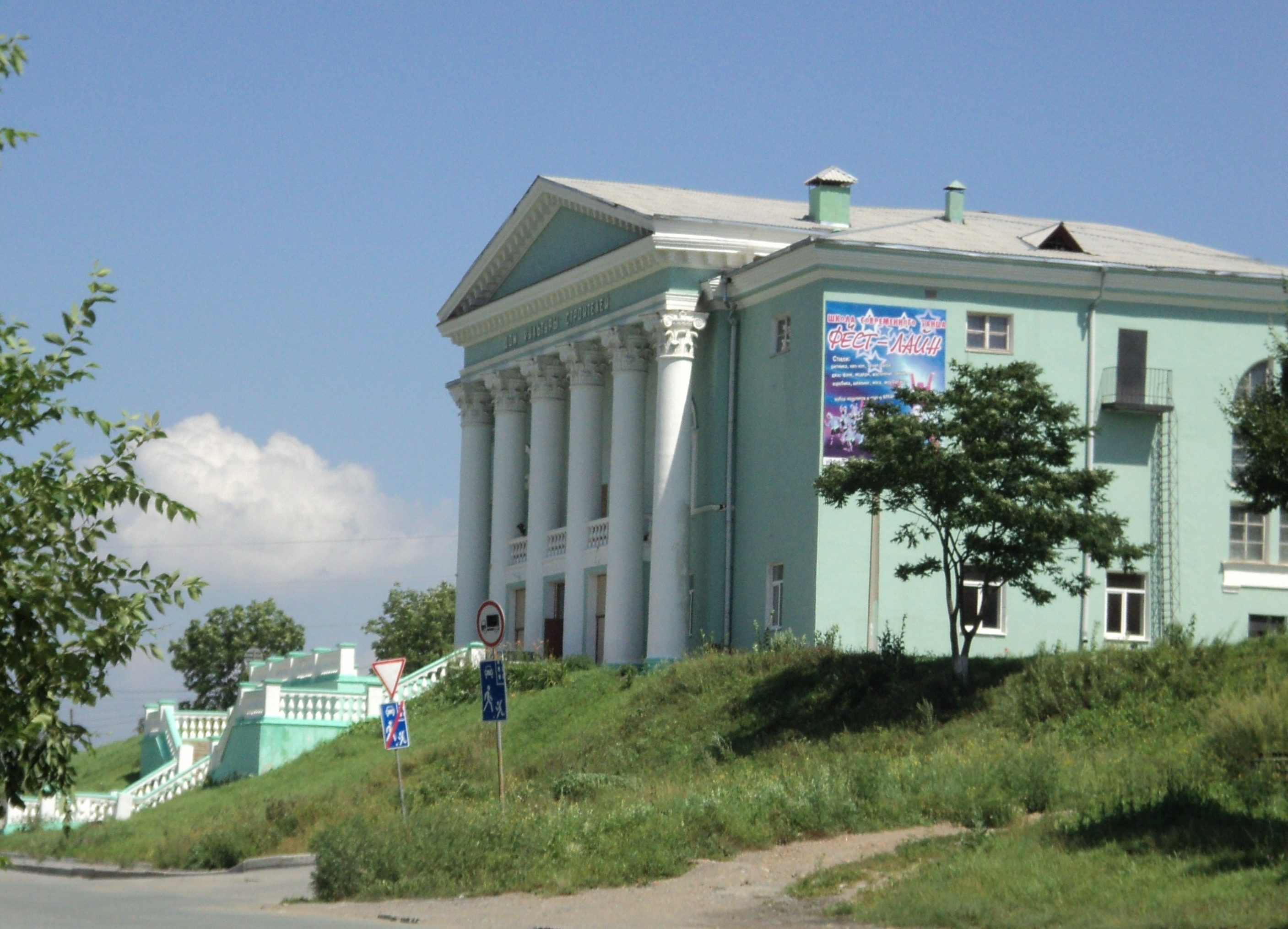
ДК Молодёжи

Наиболее выразительные строения Находки представлены архитектурными ансамблями Находкинского проспекта, улицы Ленинской и Центральной площади, застроенные домами-сталинками и некоторыми современными зданиями социально-делового назначения. Застройка жилых микрорайонов представлена в основном типовыми кирпичными и панельными 5-этажными домами.

## История
Первый градостроительный план Находки был разработан землемером Иваном Шишкиным в 1869 году. План предусматривал застройку равнинной местности в районе нынешней станции Тихоокеанской. Были определены несколько улиц, один бульвар, жилые и производственные постройки. К 1871 году в Находке были построены: дом управляющего, беседка с флагштоком, деревянные и глиняный дома для чиновников, каменный и глиняный дома для работников, солдатские казармы, караульная и карцер, каменный и железный магазины, пристань, склады, баня, пильная и муковольная паровые мельницы, кузница, слесарная, литейная, столярная и другие строения. Недалеко от фактории размещалось кладбище, взорванное при строительстве порта в I половине XX века. Ни одно из строений времён гидрографического поста и фактории до наших дней не дошло.
В 1907—1940 гг. на берегах речки Каменки существовала деревня Американка. Из исторических строений сохранился нежилой дом Ивана Шевченко у автотрассы на улице Перевальной. В 1930-е годы в посёлке Находка возникает первая улица Деловая — ныне Портовая. В 1940-е гг. посёлок Находка развивался по градостроительному плану Дальстроя. В этот период появляются портовые терминалы, промышленные зоны Автобазы и Углебазы.
23 мая 1950 года Исполнительным комитетом Находкинского совета трудящихся было принято постановление № 155 об утверждении первых улиц города: Находкинского проспекта, Центральной (ныне Гагарина), Лермонтова и Крылова. Позднее появилась улица Московская (ныне Ленинская).
Драматический театр станет настоящей достопримечательностью. Он будет выглядеть довольно оригинально: в несколько уровней, с видом раскрытого паруса. Весь архитектурный комплекс: автомобильные стоянки, красивые лестницы — сделают сопку Тобольскую излюбленным местом отдыха горожан.
3 июня 1977 года принято Постановление Совета Министров СССР № 467 «О мерах по развитию в 1978—1985 гг. городского хозяйства г. Находки». Документ предполагал до 1985 года ввести в строй 231 тыс. м² жилья, обходную магистраль протяжённостью 19 км, троллейбусную линию «Станция Находка — Стадион» — 15 км, троллейбусное депо на 100 машин, очистные сооружения на 80 тыс. м³ в сутки, дворец культуры судоремонтников на 1200 мест, подземный пешеходный переход на остановочном пункте Рыбный порт, крупнейшая в крае библиотека на 300 тыс. книг, автовокзал, морской вокзал. Предполагась организация городского центра в районе озера Солёного: центр города должны были украсить здание драматического театра на 800 мест, кинотеатр на 1200 мест, универмаг на 400 рабочих мест, а также библиотеки и Дом связи. Речку Каменку предполагалось одеть в бетон. Девятиэтажные дома должны были составить треть всего жилищного строительства в Находке. У озера Солёного планировалось возвести городской парк и стадион на 25 тысяч зрителей. Население города должно было составить не менее 350 тыс. человек, прогнозировался рост до 1 млн жителей.
Были построены Дом Советов (объединяющий горком и горисполком в одном здании, ныне филиал ВГУЭС), больница Рыбаков, корпус нейрохирургии Городской больницы, заложен фундамент драматического театра на сопке Тобольской (на месте Казанского храма). Во время Перестройки строительства были заморожены.
В 2004 году на градостроительном совете по реконструкции площади Совершеннолетия предлагалось увеличить диаметр площади с 20 до 60 метров с переносом стелы Совершеннолетия в центр транспортного кольца. В последние годы повсеместное развитие в оформлении фасадов зданий различного назначения получил сайдинг.

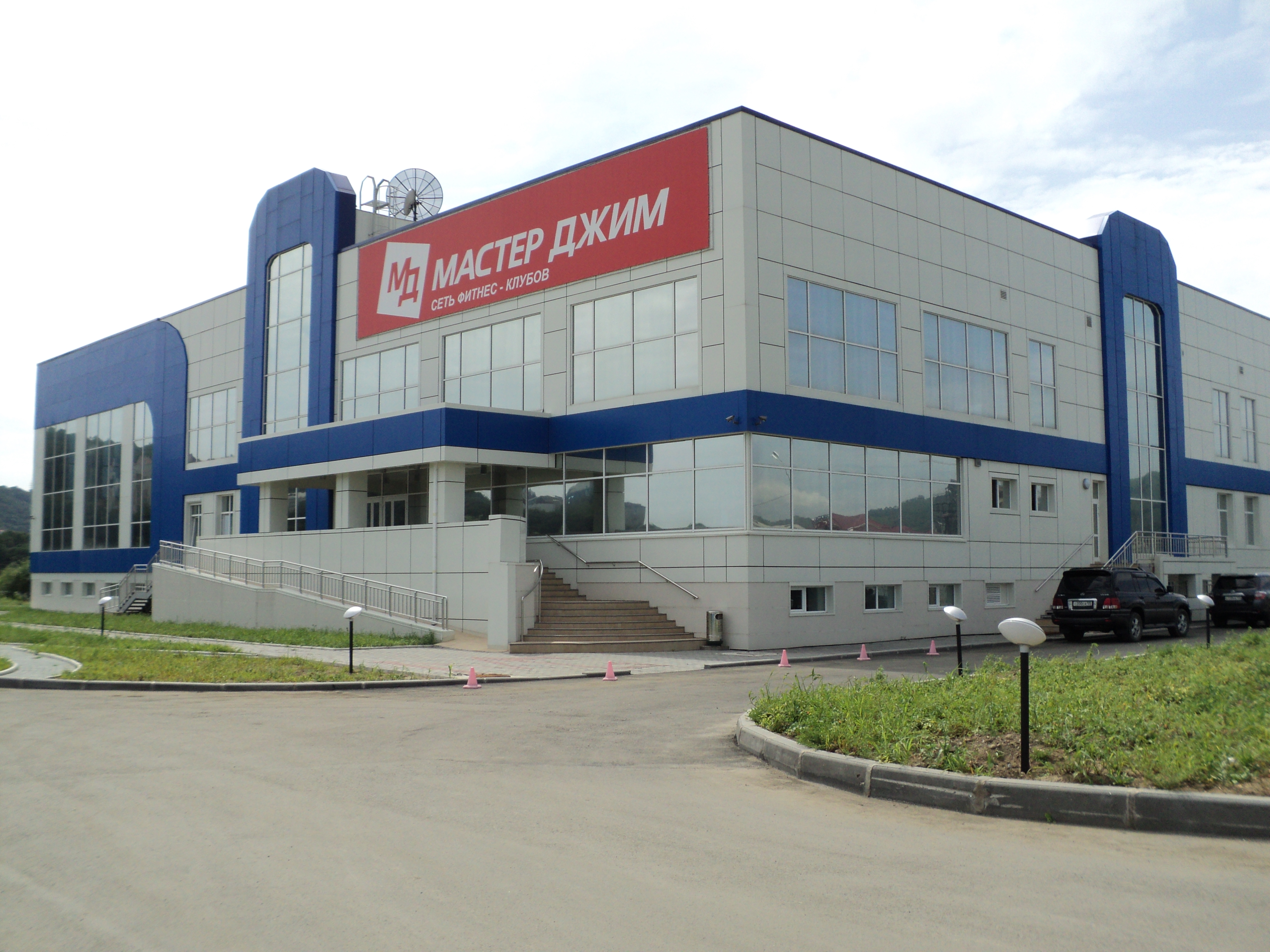
Спортивный комплекс

Главные архитекторы:
| Владимир Ремизов | : | 1970-е гг. |
| Олег Большов     | : | ?          |
| Юрий Чудинов     | : | ?          |

| Евгений Кислов   | : | ?           |
| Татьяна Яковлева | : | 2004—2010   |
| Сергей Кульпин   | : | с 2010 года |

### Архитектурные стили
Советский классицизм представлен домами культуры, парадными жилыми домами Находкинского проспекта, зданиями горисполкома и горсовета на Центральной площади, некоторыми другими строениями. Наиболее выдающимся зданием, построенном в этом стиле, является Дом культуры моряков, открытый на улице Ленинской в 1958 году.
Типовая советская архитектура представлена жилыми микрорайонами кирпичных и панельных 5-этажных домов, детскими садами, школами и другими зданиями административного и социального назначения.

## Территориальное планирование
В период с 1991 по 2010 гг. действовал генеральный план, разработанный ЦНИИП градостроительства. В 2007 году принят Стратегический план развития городского округа, разработанный некоммерческим фондом «Градостроительные реформы» (Москва). Документ сформулировал миссию Находки как города-порта. Было выделено 5 городских центров концентрации общественных функций. В том же году приняты Правила землепользования и застройки городского округа.
Действующий генеральный план городского округа подготовлен управлением архитектуры и градостроительства администрации Находкинского городского округа, окончательно доработан Санкт-Петербургским институтом строительных проектов в 2008 году, прошёл публичные слушания в 2009 году, принят Думой в 2010 году. План предусматривает развитие города на ближайшие 25 лет. Прежний генеральный план города действовал с 1994 по 2010 годы.

## Центр

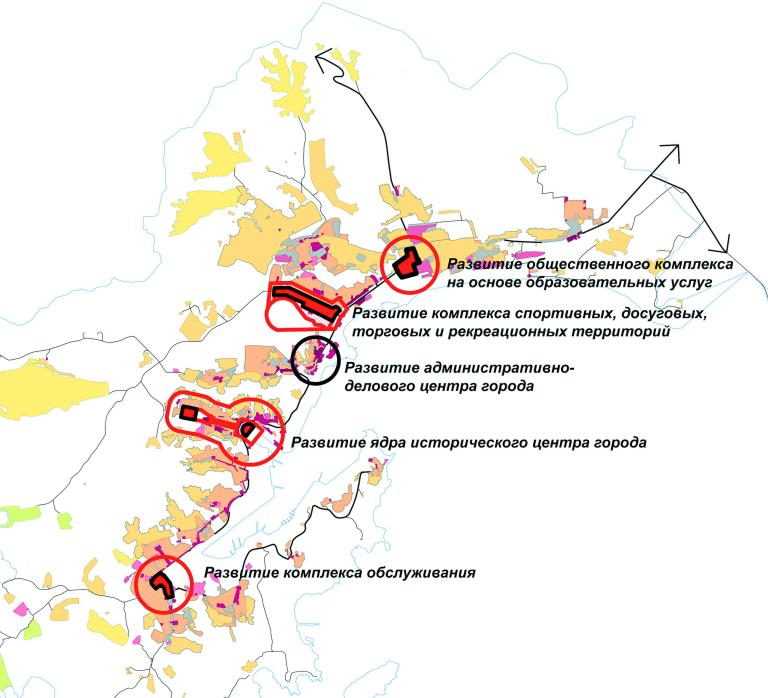
Схема формирования городских центров

В Находке нет единого центра сосредоточения учреждений культуры и органов власти. Находкинский проспект является главной транспортной артерией, проходящей по наиболее оживлённой части города от площади Партизан до 3-го участка. Историческим центром является улица Ленинская. Она представляет собой пешеходный бульвар, застроенный 3-этажными жилыми домами-сталинками, на первых этажах которых с 1990-х гг. размещаются магазинные лавки. Из социальных учреждений на улице располагается лишь Муниципальный центр культуры (бывший ДК Моряков). Административно-деловой центр сложился на Центральной площади и прилегающей к ней улице Портовой в средней части города. Проспект Мира медленно формируется как культурно-развлекательный центр, где предполагается разместить в частности драматический театр, парк отдыха и прочие социальные объекты.
Выделяется несколько градостроительных узлов (центров) общественной-делового и торгового назначения: Проспект Мира и озеро Солёное — крупнейший узел общественной-делового назначения, улица Ленинская — исторический центр, Центральная площадь и площадь Совершеннолетия, комплекс «Университет» на остановке «Волна», район торгового центра «Приморец», досуговый комплекс на остановке «Моручилище», а также район розничного рынка «Северный».

## Морской фасад
Город задумывался руководством СССР в 1930-е годы как морской порт в бухте Находка, строительство которого велось руками заключённых ГУЛАГа. Прибрежная зона средней и южной частей города оказалась занятой портовым терминалами, северная часть была отрезана от моря появившейся в 1930-е годы промышленной зоной станции Находка, Углебазы, Автобазы Дальстроя, станции Бархатная. Во второй половине XX века в бухте Находка оставались общедоступными пассажирские причалы на мысе Астафьева, БАМРе, Приморском заводе, Морвокзале и мысе Шефнера. Одним из напоминаний некогда открытого пассажирского причала до сих пор является закрытый для прохода виадук в районе станции Рыбники.
Долгие годы роль набережной выполняли видовые площадки над бухтой Находка, расположенные вдоль Находкинского проспекта. О формировании морского фасада города впервые заговорили по инициативе яхтсменов Находки в 2009 году. В том же году на градостроительном совете был предложен проект застройки пустующих земель между микрорайонами мыса Астафьева и Нефтебазой. Проект предусматривал возведение многоэтажных жилых домов, коттеджей, школы, больницы, музея, гостиницы, киноконцертного зала, а также подвесного моста над бухтой пляжа «Лесная». Воплощением идеи назывался также новый деловой центр с видовой площадкой на улице Портовой.
Планируется также возможный вынос предприятий лесопереработки и производства бетона, занимающих прибрежную зону залива в районе станции Бархатной и переквалификация территории в рекреационную зону.